# 科尼斯波尔
科尼斯波尔，是阿爾巴尼亞南部夫羅勒州的一个市镇。下分为3个行政分区，行政中心为科尼斯波尔镇。市镇面積为226.26平方公里，2011年人口数量为8,245人，而作为行政分区的科尼斯波尔的人口数量则为2,123人。科尼斯波尔是卡姆阿爾巴尼亞人的中心聚居地。